# Jens Ahnemüller

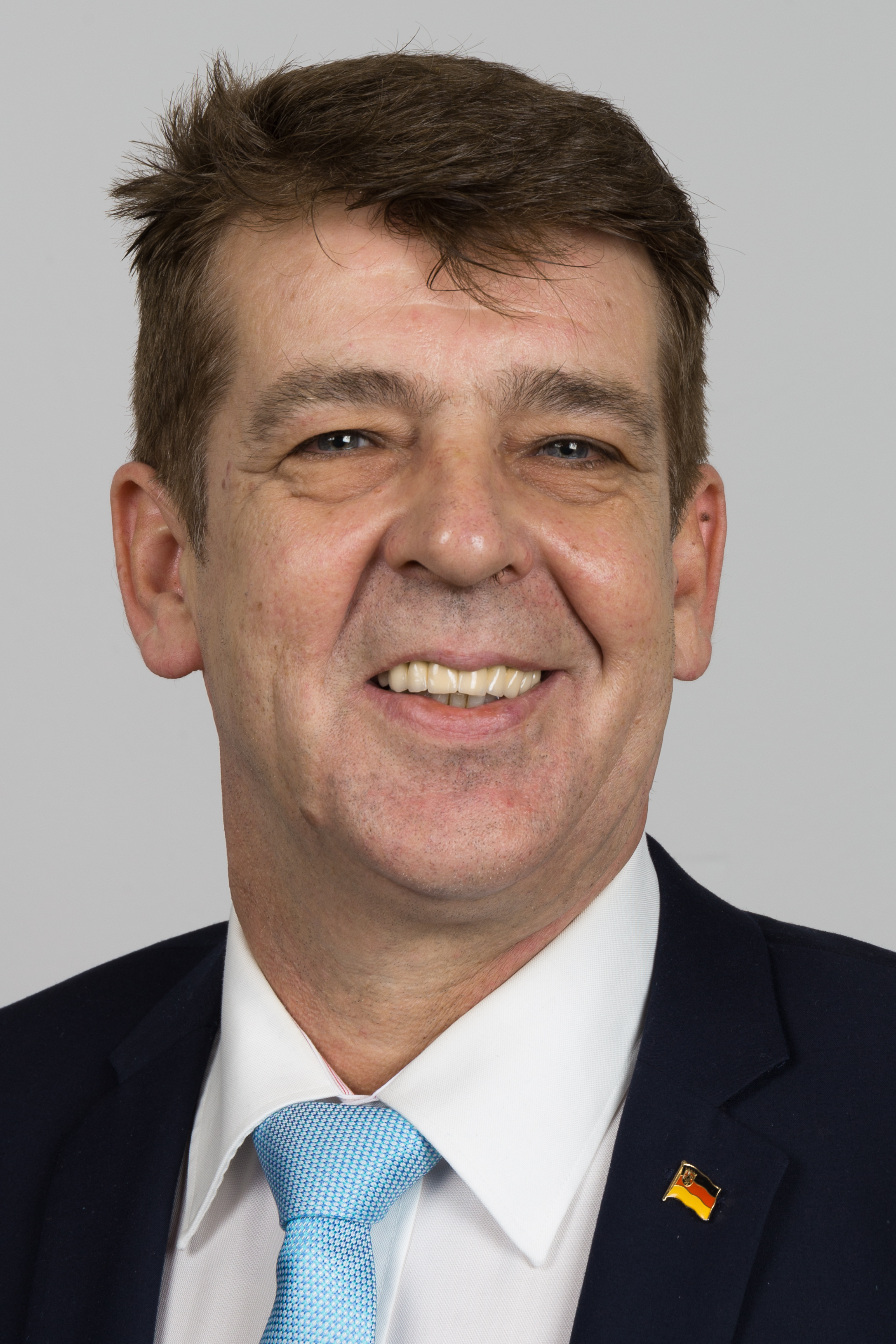
Jens Ahnemüller (2016)

Jens Ahnemüller (* 7. Oktober 1961 in Apolda) ist ein ehemaliger  deutscher Politiker (parteilos, AfD). Er war von 2016 bis 2021 Mitglied des Landtages Rheinland-Pfalz, zunächst in der Fraktion der Alternative für Deutschland (AfD) und seit seinem Ausschluss aus der Fraktion im September 2018 als fraktionsloser Abgeordneter.

## Leben
Ahnemüller ist als Kfz-Mechaniker in Rheinland-Pfalz tätig. Seit dem 14. April 2013 war er Mitglied der Alternative für Deutschland. Mit der Gründung des Kreisverbandes Trier-Saarburg Ende 2013 wurde er zum stellvertretenden Vorsitzenden gewählt. Seit 2014 war er Vorsitzender des Kreisverbandes.
Zur Landtagswahl 2016 kandidierte er im Wahlkreis Konz/Saarburg und wurde über die Landesliste in den Landtag Rheinland-Pfalz gewählt.
Im Landtag arbeitete er im Wahlprüfungsausschuss sowie in der Strafvollzugskommission. Er war verkehrs- und sportpolitischer Sprecher seiner Landtagsfraktion.
Im September 2018 schloss die AfD-Fraktion Ahnemüller wegen Kontakten zu Sascha Wagner, dem ehemaligen stellvertretenden Vorsitzenden der NPD Rheinland-Pfalz, aus. Ahnemüller bestreitet die Kontakte und sprach 2018 von einer „Inszenierung“. Im November 2019 bestätigte das Bundesschiedsgericht der AfD auch seinen Ausschluss aus der Partei.